# Det Socialrevolutionære Parti
Det Socialrevolutionære Parti eller De Socialrevolutionæres Parti (SR; russisk: Партия социалистов-революционеров (ПСР), tr. Partija sotsialistov-revoljutsionerov (PSR)) var et stort politisk parti i begyndelsen af 1900-tallets Rusland og en central aktør i den russiske revolution. Patiets ideologi var revolutionær socialdemokratisme og socialistiske landbrugsreform. Efter Februarrevolutionen i 1917 delte partiet magten med andre liberale og demokratiske socialistiske kræfter i den russiske provisoriske regering. I november 1917 vandt partiet flertal ved det første demokratisk valg i Rusland, men Oktoberrevolutionen havde ændret det politiske landskab og bolsjevikkerne opløste den konstituerende forsamling i januar 1918. SR blev snart splittet i pro-bolsjevikiske og anti-bolsjevikiske fraktioner. Den anti-bolsjevikiske fraktion af partiet, kendt som det "rigtige SR", der forblev loyale over for den provisoriske regeringsleder Aleksandr Kerenskij blev besejret og ødelagt af bolsjevikkerne i løbet af den russiske borgerkrig.